# Kaliště (Švihov)
Kaliště (ter onderscheiding van andere plaatsen met dezelfde naam soms: Kaliště u Červeného Poříčí) is een klein dorp, kadastrale gemeente en stadsdeel van de Tsjechische stad Švihov.

## Geschiedenis
- 1379 – De eerste schriftelijke vermelding van Kaliště.
- 2002 – De gemeente Kaliště wordt geannexeerd door de stad Švihov.[2]